# Beceite
Beceite è un comune spagnolo di 619 abitanti situato nella comunità autonoma dell'Aragona. Fa parte di una subregione aragonese denominata Frangia d'Aragona. Lingua d'uso, è, da sempre, una varietà del catalano occidentale.
Il centro è di probabile origine islamica ma si sviluppò solo in età tardo-medievale e moderna. Nel XVI e XVII secolo Beceite raggiunse una certa prosperità: è di questo periodo la chiesa di San Bartolomeo con connotazioni tipicamente barocche.